# Shabtai Teveth
Shabtai Teveth (en hebreo: שבתי טבת‎; 1925-1 de noviembre de 2014), fue un historiador y periodista Israelí.
Teveth nació en 1925 y creció en un barrio de trabajadores de la cantera de Migdal Tzedek, donde su padre trabajaba, cerca de Petaj Tikva.  Comenzó a trabajar como periodista para el periódico Haaretz en 1950, donde llegó a convertirse en su corresponsal político. En 1981, fue designado Miembro Investigador Senior en el Centro Moshé Dayán para estudios de Medio Oriente y africanos en la Universidad de Tel Aviv.
A raíz de la publicación de su investigación sobre el asesinado en 1982 de Haim Arlosoroff, Menachim Begin -por primera vez elegido un primer ministro del movimiento Sionismo revisionista-  creó una comisión judicial de investigación que concluyó que Teveth estaba equivocado al sugerir que el asesinato podía haber sido ejecutado por dos  Revisionistas.
En su biografía de David Ben-Gurión, Teveth argumenta que Ben-Gurión no instó la política de Transferencia de población.
En 2005, fue premiado con el Premio Israel por "Toda una vida de logros y especial contribución a la sociedad y al estado". 

## Trabajos publicados
- The tanks of Tammuz. Tel Aviv: Schocken. 1968. (Inglés: The tanks of Tammuz. Viking Press. 1969.) Un relato de las fuerzas acorazadas de Israel durante la guerra de 1967.
- The cursed blessing: the story of Israel's occupation of the West Bank. Weidenfeld & Nicolson. 1969. ISBN 0-297-00150-7.
- Moshe Dayan: the soldier, the man, the legend. Schocken. 1971. (Inglés: Moshe Dayan: the soldier, the man, the legend. Houghton Mifflin. 1973. ISBN 0-7043-1080-5.)
- Kin'at David (David's Jealousy). Schocken. 1980. Dos volúmenes.
- רצח ארלוזורוב [El asesinato de Arlosoroff] (en hebreo). Schocken. 1982. ISBN 9789651900815. Consultado el 26 de junio de 2011.
- Ben-Gurion and the Palestinian Arabs: from peace to war. Oxford University Press. 1985. ISBN 978-0-19-503562-9.
- The Incarnations of Transfer in Zionist Thinking 1988. (Hebreo), Ha'aretz.
- Charging Israel With Original Sin (www.commentarymagazine.com/articles/shabtai-teveth/charging-israel-with-original-sin/)
- The evolution of "transfer" in Zionist thinking. Moshe Dayan Center for Middle Eastern and African Studies, Shiloah Institute, Tel Aviv University. 1989.
- Ben-Gurion and the Holocaust. Harcourt Brace & Co. 1996.
- The Burning Ground. Tel Aviv: Schocken. 1997. Biografía de Ben-Gurión en dos volúmenes.
- Ben-Gurion's spy: the story of the political scandal that shaped modern Israel. Columbia University Press. 1996. ISBN 978-0-231-10464-7.

## Premios
- 1988: Premio al libro judío nacional en la categoría de Israel, por su libro Ben Gurion: The Burning Ground (Ben-Gurión: El suelo ardiente).[3]